# Polissoir des Sept coups d'épée
Le polissoir des Sept coups d'épée (ou, plus explicitement, polissoir des Sept coups d'épée de Roland) est situé à Buno-Bonnevaux, dans le département français de l'Essonne.

## Protection
Le polissoir a été découvert en 1907, à environ 40 m au nord du Polissoir de Grimery, il a été déplacé près de l'église par la suite. Il est classé comme monument historique depuis 1928.

## Caractéristiques
Le polissoir des Sept coups d'épée est un bloc de grès de forme quasi-cubique, aux arêtes profondément arrondies, d'environ 0,80 m de côté. Il comporte huit rainures parallèles, dont deux avec une arête de fond, et une cuvette polie d'une profondeur de 5 cm.
La pierre a fait l'objet d'un débitage partiel : deux rainures et la cuvette de polissage sont en partie tronquées. Des traces d'enlèvement sont aussi visibles sur la partie centrale des rainures. Après déplacement, la pierre a été posée dans une position incompatible avec son utilisation.